# 森保一
森保 一（もりやす はじめ、1968年8月23日 - ）は、静岡県掛川市生まれ、長崎県長崎市出身の元プロサッカー選手、サッカー指導者（JFA 公認S級コーチ）。日本代表監督。現役時代のポジションはミッドフィールダー（MF）。元日本代表。

## 経歴

### 若年期
静岡県掛川市で生まれたが、父親が造船関係者だったため、幼少期から名古屋市、横須賀市、佐賀県唐津市と各地を転居し、唐津市立鏡山小学校に入学するもすぐに転居。小学1年生から長崎市に定住する。自身では「長崎生まれ広島育ち」を自称する。
サッカーを本格的に始めたのは小学6年生の時で、それまでは少年野球をしており、プロ野球選手になることが夢だった。小学6年のサッカークラブチーム「土井首SSS（土井首サッカースポーツ少年団）」時代に第4回全日本少年サッカー大会にGKとして出場している。長崎市立深堀中学校では当初サッカー部が無かったため、近隣でサッカー部のある長崎市立土井首中学校の練習に参加していたが、土井首中の生徒たちからスパイクを隠されるなどのいじめを受けたため、父親や他の保護者の協力を得て深堀中にサッカー部を新設しプレーを続けた。
高校進学に際してサッカー強豪校である長崎県立国見高等学校への進学を考えていたが、森保の不真面目な受験姿勢を見た父親に反対されたため、長崎日本大学高等学校へ進学した。これについては、他にも「選手層の厚い国見に進学しても、レギュラーでやっていける自信がなかったため遠慮した」という説や、長崎日大高では特待生扱いで学費が免除されるため選んだという説もある。
高校時代は攻撃的なMFとして山梨国体選抜に選ばれるが、当時長崎県のサッカーは国見と長崎県立島原商業高等学校が全盛期だったことから、インターハイや選手権などの全国大会には出場できなかった。高校時代まではまったくの無名選手だった。

### マツダ/サンフレッチェ
高校の下田規貴監督と日本サッカーリーグ（JSL）のマツダ（現サンフレッチェ広島）の今西和男総監督が知り合いで、下田から森保を推薦する年賀状を受け取った今西が、ハンス・オフトコーチを伴い長崎に視察に訪れ、オフトは全く興味を示さなかったとされるが、今西が森保の視野の広さと3手先まで読んでパスが出せること、危機察知能力を評価し、採用を決め、1987年同クラブ入団。同期は河村孝らがいたが森保は入団当初はその中で最下位の評価だった。当時マツダ本社は高卒採用枠5人までであったため森保は本社に入社することが出来ず、子会社のマツダ運輸（現マツダロジスティクス）に勤務した。当初はサテライトチームであるマツダSC東洋でプレーしていたが、この年からマツダ監督に就任したハンス・オフトに見出された。その後チームは2部に降格しオフトは退団したが、ビル・フォルケスコーチに育てられ、3年目の1989年にJSL2部デビュー、風間八宏のアシストで先制点および2点目を挙げる。1991年にマツダとプロ契約を結び、同年JSL1部昇格に貢献した。
1992年4月、オフトが日本代表監督に就任すると日本代表に初招集される。代表メンバーの何人かは存在自体知らなかった無名選手の大抜擢で、同郷の長崎県出身の高木琢也と前川和也以外、誰一人「モリヤス」と読めなかった。同年5月オフトジャパン初戦のアルゼンチン戦で先発メンバーに抜擢され初出場を果たし、この際アルフィオ・バシーレ監督とクラウディオ・カニーヒアが“日本にはいいボランチがいる”と高く評価したことから、「森保」と「ボランチ」の名前が脚光を浴びることになる。以降レギュラーとして活躍、ラモス瑠偉をカバーすることに重点を置いた。1993年、W杯アメリカ大会アジア予選に出場し、ドーハの悲劇を経験した。
一方クラブでは、サンフレッチェ広島の選手として、1993年にJリーグが開幕すると、6月2日の名古屋グランパスエイト戦でJリーグ初ゴールを決めた。スチュワート・バクスターの下、風間とともに中盤を支え、1994年サントリーシリーズでは広島のステージ優勝に貢献した。広島時代が"森保イズム"の原点と話し、2022年ワールドカップの監督時代にはコーチを5人の広島OBで固め「チーム広島」を形成した。
1995年に就任したビム・ヤンセン監督時代は3-4-3システムのボランチやトップ下・リベロとさまざまなポジションでプレーするものの、同年7月に右足首関節脱臼骨折してしまい満足に活躍できなかった。リベロとして出場した1996年11月6日のアビスパ福岡戦では2得点を決めた。日本代表ではファルカン時代および加茂周時代も選出されたが、山口素弘がボランチに定着したため1996年2月を最後に代表から遠ざかった。

### 現役後半
1997年末、広島は経営悪化がピークに達し、主力放出を余儀なくされていた。1998年にオフトに誘われ、大型補強を行っていた京都パープルサンガにレンタル移籍した。当初は完全移籍の方向で話を進めていたが、広島サポーターが怒り、移籍反対署名を集め、その結果レンタル移籍に変わった経緯がある。移籍後、京都は低迷し監督は清水秀彦に代わったが、引き続き主力としてチームを支えた。
翌1999年広島に復帰、同シーズンに広島の選手としては初のJリーグ通算200試合出場達成。ただ、元々エディ・トムソン監督からの評価は低く、また森崎和幸の台頭で先発メンバー入りできなくなった。2001年ヴァレリー・ニポムニシに監督が代わるも、ケガのため満足な出場は叶わなかった。
2002年広島からスタッフ転進のオファーを受けるも、現役にこだわり清水秀彦に誘われベガルタ仙台に移籍した。主力として活躍したが、2003年のJリーグシーズン末に仙台はJ2に降格、自身も戦力外通告を受け、2004年1月に正式に現役引退を表明した。

## 指導者時代

### サンフレッチェ広島監督

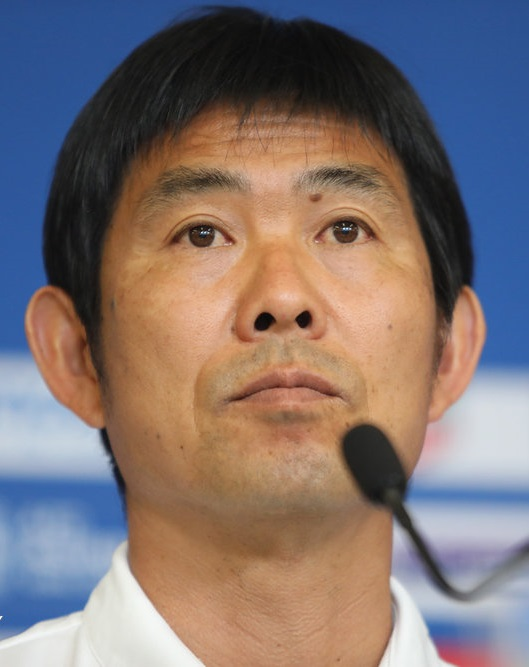
「AFCアジアカップ2019」会見にて

2004年、サンフレッチェ広島強化部のコーチに就任、同年にJFA 公認S級コーチライセンスを取得。2005年2月、吉田靖監督の下、U-19サッカー日本代表コーチと兼務し、2006年11月にAFCユース選手権2006にU-19日本代表コーチとして準優勝、2007年のFIFA U-20ワールドカップにもコーチとして参加した。同年9月からミハイロ・ペトロヴィッチ率いるサンフレッチェ広島トップチームコーチに就任。2010年から黒崎久志率いるアルビレックス新潟ヘッドコーチに就任した。
2011年末、広島は経営状況の悪化からペトロヴィッチとの契約延長を断念し、次期監督を探すことになる。その中で、ペトロヴィッチのサッカーを継承および調整し、広島の現状のクラブ方針を把握しているOBを登用することになり、その中で森保の名前が挙がることになった。2012年からは古巣のサンフレッチェ広島に復帰し、クラブ生え抜き史上初となるトップチーム監督を務めることとなった。同シーズン、日本人元Jリーガーの監督としては初であり、日本人新人1年目監督としては松木安太郎以来2人目 となるJ1年間優勝を、翌2013には松木（V川崎）・岡田武史（横浜FM）およびオズワルド・オリヴェイラ（鹿島）以来4人目となるJ1連覇を達成 し、3連覇を狙った翌2014年こそ8位に終わるものの、11年ぶりに導入され2ステージ制が復活した2015年は再び年間優勝。4年間で3度のリーグ優勝を果たした。ただし、ACL（アジアチャンピオンズリーグ）では通算で3勝6分け5敗とJリーグで見せているほどの強さを見せられなかった。監督時代には「まちなかスタジアム」（エディオンピースウイング広島）建設に向けた署名活動にも参加する等した。2017年7月1日、J1第17節浦和レッズに逆転負けし、その3日後の7月4日、広島公式は成績不振のため森保監督を解任したと発表した。

### U-24日本代表監督（2017年-2021年）
2017年10月12日、2020年東京オリンピックを目指す五輪代表の監督に年俸4800万円 で就任した。技術委員長だった西野朗によると、この時点で森保に、W杯ロシア大会後のA代表監督（その場合は東京五輪までの五輪監督も併せて兼任）も打診していたという。
2018年4月、当時日本代表監督だったヴァヒド・ハリルホジッチが2018 FIFAワールドカップ ロシア大会の開幕約2ヶ月前に電撃解任され、後任に西野朗が就任することになった。森保はコーチとして新体制に入閣することになり、日本代表チームに帯同して日本のW杯ロシア大会16強進出に貢献した。
2020年7月、東京五輪が1年延期されたため、ワールドカップアジア地区予選に専念するため、U-24日本代表の監督をコーチの横内昭展が昇格する形で就任しA代表専任となった。東京五輪本戦は合宿から森保が監督を務め、横内はコーチ登録となった。
2021年8月、U-24日本代表を率いた東京五輪では予選リーグを全勝するも、決勝トーナメントでは攻撃力が停滞して4位で終了。真夏で中2日のハードスケジュールの中で殆どターンオーバー出来なかったことも響いた。

### 日本代表監督（2018年-）
2018年7月26日、2020年東京五輪に出場するU-23日本（2018年時点ではU-21日本）監督を兼任したまま、ロシアＷ杯日本代表コーチから昇格する形で、日本代表監督に年俸約1億5000万円 で4年契約で就任した。日本A代表監督と日本五輪代表監督を兼任するのは、フィリップ・トルシエに次いで2人目で、日本人監督としては初めてである。また、初の外国人日本代表監督のハンス・オフト以降では、Ｗ杯後の新日本代表発足時に日本人監督が就くのは初めてである。
2019年、アジアカップとE-1サッカー選手権は準優勝、コパ・アメリカは予選敗退。
2021年、W杯カタール大会最終予選でオーストラリアにアウェイで初勝利し7大会連続7度目の本大会出場が決定。最初の3試合でオマーンやサウジアラビアに敗れて1勝2敗と後がない状態から6連勝で持ち直し2位での突破となった。
2022年、E-1サッカー選手権を優勝し代表監督として自身初のタイトルを獲得。W杯カタール大会ではドイツやスペインといったポット１クラスの優勝経験国、2大会前にベスト8入りを果たしたコスタリカ達と同居する非常に厳しいグループとなったが、それまで一度も使用したことのなかったフォーメーションを披露し、ドイツ・スペインに日本代表史上初の勝利を収めた上に、同代表を史上初のワールドカップでの逆転勝利に導いた。首位となり、アジア勢としては初の2大会連続の決勝トーナメント進出を達成した。4年前の就任時から目標としていた『ワールドカップで結果を残す』という言葉通りの結果を出した。
この躍進を受け、森保の監督としての世界的評価は一気に高まった。大会直前までメディアとSNSなどのインターネット上のコメントが一体となり「無能」「森保辞めろ」などと中傷まがいの行為を受け続けていたが、試合後には「森保さんごめんなさい」「森保有能」といった無責任なハッシュタグがツイッター上でトレンド入りするなど一気に手のひら返しを受けた。フランス紙『L'Equipe』はワールドカップの監督ランキングで森保を2位に選出し、イタリア紙『TUTTOmercatoWEB』が発表した平均採点ランキングでは3位に選出、国際サッカー歴史統計連盟は年間世界最優秀監督の代表チーム部門でアジア人歴代最高となる5位に選出した。
12月28日、日本サッカー協会の田嶋幸三会長、反町康治技術委員長とともに会見を開き 日本代表監督の続投を発表した。契約期間は2026 FIFAワールドカップまでで、年俸は田嶋会長曰く「今までの監督以上で世界的に見ても恥ずかしくない額」とされ2億円から3億円と推定される。ワールドカップで指揮を執った日本代表監督が大会後も続投するのは初のことである。
2023年11月1日、カタール・ドーハで行われた アジアサッカー連盟(AFC)のAFCアニュアルアウォーズ2022にて、AFC年間最優秀コーチ賞(男子)を受賞した。男子のAFC年間最優秀コーチ賞の最終候補には、森保のほかにオーストラリア代表監督のグラハム・アーノルドとU-23サウジアラビア代表監督のサアド・アル・シェフリーがノミネートされていたが、カタール・ワールドカップ(W杯)での功績が評価され、森保監督が初受賞を飾った。
2023年〜2024年初頭にかけて歴代最長のA代表連勝記録を樹立していたが、アジアカップ2023のグループステージ第2節でアジアカップ初のグループステージ黒星をイラクに喫し、10連勝でストップした。

## 人物
愛称
愛称は「ポイチ」。これは高校時代に試合に出ていたころ、公式記録などで「森 保一」とたびたび勘違いされ、それを見た同級生がポイチと呼び出したことから。
プレースタイル
守備的ミッドフィルダーとして中盤の底で守備を最優先し、相手ボールを奪い攻撃の芽を摘む能力、また攻撃をディレイさせることに長ける。日本に「ボランチ」というサッカー用語が定着するきっかけとなった選手である。「ハンス・オフトの申し子」、「ビハインド・ザ・ボールの申し子」 とも言われる。
人格
1990年代のサンフレッチェ広島におけるバンディエラ（クラブの象徴）の一人。今西和男は、今まで会ってきた人物の中で特にリーダーシップを持ち合わせる人物の一人として森保の名前を挙げている。
家族・人間関係
父は長崎市郊外で原子爆弾の爆風にさらされた被爆2世。広島と合わせ世界に2つだけの原爆投下地で人生の大半を過ごす。
実弟に森保洋。息子が3人おり、長男森保翔平は2015年までカマタマーレ讃岐でプレーした。次男森保圭悟は2016年にオーストラリアのエッジワースFCでフォワードとして選手デビューした。三男はサンフレッチェ広島F.Cの育成組織から立教大学に進学した。
1993年6月『広島アスリートマガジン』創刊号での対談から広島東洋カープの野村謙二郎と意気投合し、現役時代にはお互いの試合を見に行ったりしていた。住居も「歩いて2分ぐらいの距離」にあり、双方ともに現役引退した後もフットサルを楽しむ など、交流を続けている。森保の自宅は現在も広島にある。その他、北別府学 など同時代カープ現役選手だった数人と親交がある。
西岡明彦（現・フリーアナウンサー、スポーツジャーナリスト）とは、西岡が広島民放アナウンサー時代からの仲。森保のマネージメントを担当するフットメディアの社長でもある。西岡がフットメディアを設立するきっかけになったのも、森保と西岡との共著の印税を折半しやすくするためだったという。
愛犬ラウルを飼っている。

## 個人成績
| 国内大会個人成績 | 国内大会個人成績 | 国内大会個人成績 | 国内大会個人成績 | 国内大会個人成績 | 国内大会個人成績 | 国内大会個人成績 | 国内大会個人成績 | 国内大会個人成績 | 国内大会個人成績 | 国内大会個人成績 | 国内大会個人成績 |
| 年度             | クラブ           | 背番号           | リーグ           | リーグ戦         | リーグ戦         | リーグ杯         | リーグ杯         | オープン杯       | オープン杯       | 期間通算         | 期間通算         |
| 年度             | クラブ           | 背番号           | リーグ           | 出場             | 得点             | 出場             | 得点             | 出場             | 得点             | 出場             | 得点             |
| 日本             | 日本             | 日本             | 日本             | リーグ戦         | リーグ戦         | JSL杯/ナビスコ杯 | JSL杯/ナビスコ杯 | 天皇杯           | 天皇杯           | 期間通算         | 期間通算         |
| ---------------- | ---------------- | ---------------- | ---------------- | ---------------- | ---------------- | ---------------- | ---------------- | ---------------- | ---------------- | ---------------- | ---------------- |
| 1987-88          | マツダ           | 27               | JSL1部           | 0                | 0                | 0                | 0                | 0                | 0                | 0                | 0                |
| 1988-89          | マツダ           | 27               | JSL2部           | 0                | 0                | 0                | 0                | 0                | 0                | 0                | 0                |
| 1989-90          | マツダ           | 27               | JSL2部           | 19               | 8                | 0                | 0                | 0                | 0                | 19               | 8                |
| 1990-91          | マツダ           | 27               | JSL2部           | 27               | 13               | 3                | 1                | 0                | 0                | 30               | 14               |
| 1991-92          | マツダ           | 27               | JSL1部           | 18               | 4                | 0                | 0                | 0                | 0                | 18               | 4                |
| 1992             | 広島             | -                | J                | -                | -                | 8                | 1                | 1                | 0                | 9                | 1                |
| 1993             | 広島             | -                | J                | 35               | 2                | 0                | 0                | 4                | 1                | 39               | 3                |
| 1994             | 広島             | -                | J                | 40               | 3                | 1                | 0                | 3                | 0                | 44               | 3                |
| 1995             | 広島             | -                | J                | 25               | 4                | -                | -                | 5                | 0                | 30               | 4                |
| 1996             | 広島             | -                | J                | 26               | 3                | 14               | 2                | 5                | 0                | 45               | 5                |
| 1997             | 広島             | 7                | J                | 25               | 1                | 5                | 0                | 2                | 0                | 32               | 1                |
| 1998             | 京都             | 7                | J                | 32               | 1                | 4                | 0                | 2                | 0                | 38               | 1                |
| 1999             | 広島             | 7                | J1               | 27               | 1                | 3                | 1                | 0                | 0                | 30               | 2                |
| 2000             | 広島             | 7                | J1               | 22               | 0                | 2                | 0                | 0                | 0                | 24               | 0                |
| 2001             | 広島             | 7                | J1               | 16               | 0                | 3                | 0                | 1                | 0                | 20               | 0                |
| 2002             | 仙台             | 27               | J1               | 27               | 0                | 6                | 1                | 2                | 0                | 35               | 1                |
| 2003             | 仙台             | 27               | J1               | 18               | 0                | 3                | 1                | 1                | 0                | 22               | 1                |
| 通算             | 日本             | 日本             | J1               | 293              | 15               | 49               | 6                | 26               | 1                | 368              | 22               |
| 通算             | 日本             | 日本             | JSL1部           | 18               | 4                | 0                | 0                | 0                | 0                | 18               | 4                |
| 通算             | 日本             | 日本             | JSL2部           | 46               | 21               | 3                | 1                | 0                | 0                | 49               | 22               |
| 総通算           | 総通算           | 総通算           | 総通算           | 357              | 40               | 52               | 7                | 26               | 1                | 435              | 48               |

その他の公式戦
- 1991年
  - コニカカップ 2試合0得点
- 1994年
  - Jリーグチャンピオンシップ 2試合0得点

経歴
- JSL（2部）初出場：1989年9月27日 第9節 対大阪ガス戦 (靱蹴球場)
- JSL（2部）初得点：1989年9月27日 第9節 対大阪ガス戦 (靱蹴球場)
- JSL（1部）初出場：1991年10月13日 第5節 対東芝戦 (浜山運動公園陸上競技場)
- JSL（1部）初得点：1991年10月26日 第7節 対ヤマハ戦 (岡山県営陸上競技場)
- Jリーグ初出場 1993年5月16日 J・サントリーシリーズ第1節 対ジェフユナイテッド市原戦 (広島スタジアム)
- Jリーグ初得点 1993年6月2日 J・サントリーシリーズ第6節 対名古屋グランパスエイト戦 (瑞穂球技場)

## 代表歴

### 試合数
- 国際Aマッチ 35試合 1得点(1992年 - 1996年)
- 日本代表初出場 1992年5月31日 対アルゼンチン戦 (国立競技場)
- 日本代表初得点 1996年2月10日 対オーストラリア戦 ( ウロンゴン)

| 日本代表 | 国際Aマッチ | 国際Aマッチ |
| 年       | 出場        | 得点        |
| -------- | ----------- | ----------- |
| 1992     | 7           | 0           |
| 1993     | 15          | 0           |
| 1994     | 4           | 0           |
| 1995     | 6           | 0           |
| 1996     | 3           | 1           |
| 通算     | 35          | 1           |

### 出場
| No. | 開催日         | 開催都市       | スタジアム                         | 対戦相手         | 結果        | 監督                         | 大会                 |
| --- | -------------- | -------------- | ---------------------------------- | ---------------- | ----------- | ---------------------------- | -------------------- |
| 1.  | 1992年05月31日 | 東京都         | 国立霞ヶ丘競技場陸上競技場         | アルゼンチン     | ●0-1        | ハンス・オフト               | キリンカップ         |
| 2.  | 1992年06月07日 | 愛媛県         | 愛媛県総合運動公園陸上競技場       | ウェールズ       | ●0-1        | ハンス・オフト               | キリンカップ         |
| 3.  | 1992年08月22日 | 北京           |                                    | 韓国             | △0-0        | ハンス・オフト               | ダイナスティカップ   |
| 4.  | 1992年10月30日 | 広島県         | 広島県立びんご運動公園陸上競技場   | アラブ首長国連邦 | △0-0        | ハンス・オフト               | アジアカップ         |
| 5.  | 1992年11月01日 | 広島県         | 広島広域公園陸上競技場             | 北朝鮮           | △1-1        | ハンス・オフト               | アジアカップ         |
| 6.  | 1992年11月03日 | 広島県         | 広島広域公園陸上競技場             | イラン           | ○1-0        | ハンス・オフト               | アジアカップ         |
| 7.  | 1992年11月06日 | 広島県         | 広島県総合グランドメインスタジアム | 中華人民共和国   | ○3-2        | ハンス・オフト               | アジアカップ         |
| 8.  | 1993年03月07日 | 福岡県         | 東平尾公園博多の森陸上競技場       | ハンガリー       | ●0-1        | ハンス・オフト               | キリンカップ         |
| 9.  | 1993年03月14日 | 東京都         | 国立霞ヶ丘競技場陸上競技場         | アメリカ合衆国   | ○3-1        | ハンス・オフト               | キリンカップ         |
| 10. | 1993年04月08日 | 愛知県         | 神戸総合運動公園ユニバー記念競技場 | タイ             | ○1-0        | ハンス・オフト               | ワールドカップ予選   |
| 11. | 1993年04月11日 | 東京都         | 国立霞ヶ丘競技場陸上競技場         | バングラデシュ   | ○8-0        | ハンス・オフト               | ワールドカップ予選   |
| 12. | 1993年04月15日 | 東京都         | 国立霞ヶ丘競技場陸上競技場         | スリランカ       | ○5-0        | ハンス・オフト               | ワールドカップ予選   |
| 13. | 1993年04月18日 | 東京都         | 国立霞ヶ丘競技場陸上競技場         | アラブ首長国連邦 | ○2-0        | ハンス・オフト               | ワールドカップ予選   |
| 14. | 1993年04月28日 | ドバイ         |                                    | タイ             | ○1-0        | ハンス・オフト               | ワールドカップ予選   |
| 15. | 1993年04月30日 | ドバイ         |                                    | バングラデシュ   | ○4-1        | ハンス・オフト               | ワールドカップ予選   |
| 16. | 1993年05月05日 | ドバイ         |                                    | スリランカ       | ○6-0        | ハンス・オフト               | ワールドカップ予選   |
| 17. | 1993年05月07日 | アル・アイン   |                                    | アラブ首長国連邦 | △1-1        | ハンス・オフト               | ワールドカップ予選   |
| 18. | 1993年10月04日 | 東京都         | 国立霞ヶ丘競技場陸上競技場         | コートジボワール | ○1-0(延長)  | ハンス・オフト               | アフロ・アジア選手権 |
| 19. | 1993年10月15日 | ドーハ         |                                    | サウジアラビア   | △0-0        | ハンス・オフト               | ワールドカップ予選   |
| 20. | 1993年10月18日 | ドーハ         |                                    | イラン           | ●1-2        | ハンス・オフト               | ワールドカップ予選   |
| 21. | 1993年10月21日 | ドーハ         |                                    | 北朝鮮           | ○3-0        | ハンス・オフト               | ワールドカップ予選   |
| 22. | 1993年10月28日 | ドーハ         |                                    | イラク           | △2-2        | ハンス・オフト               | ワールドカップ予選   |
| 23. | 1994年05月22日 | 広島県         | 広島広域公園陸上競技場             | オーストラリア   | △1-1        | パウロ・ロベルト・ファルカン | キリンカップ         |
| 24. | 1994年05月29日 | 東京都         | 国立霞ヶ丘競技場陸上競技場         | フランス         | ●1-4        | パウロ・ロベルト・ファルカン | キリンカップ         |
| 25. | 1994年07月08日 | 愛知県         | 名古屋市瑞穂公園陸上競技場         | ガーナ           | ○3-2        | パウロ・ロベルト・ファルカン | アシックスカップ     |
| 26. | 1994年07月14日 | 愛知県         | 神戸総合運動公園ユニバー記念競技場 | ガーナ           | ○2-1        | パウロ・ロベルト・ファルカン | アシックスカップ     |
| 27. | 1995年02月15日 | シドニー       |                                    | オーストラリア   | ●1-2        | 加茂周                       | 国際親善試合         |
| 28. | 1995年02月21日 | 香港           |                                    | 韓国             | △1-1        | 加茂周                       | ダイナスティカップ   |
| 29. | 1995年02月23日 | 香港           |                                    | 中華人民共和国   | ○2-1        | 加茂周                       | ダイナスティカップ   |
| 30. | 1995年02月26日 | 香港           |                                    | 韓国             | △2-2(PK5-3) | 加茂周                       | ダイナスティカップ   |
| 31. | 1995年06月06日 | リバプール     |                                    | ブラジル         | ●0-3        | 加茂周                       | アンブロカップ       |
| 32. | 1995年06月10日 | ノッティンガム |                                    | スウェーデン     | △2-2        | 加茂周                       | アンブロカップ       |
| 33. | 1996年02月10日 | ウォロンゴン   |                                    | オーストラリア   | ○4-1        | 加茂周                       | 国際親善試合         |
| 34. | 1996年02月14日 | メルボルン     |                                    | オーストラリア   | ●0-3        | 加茂周                       | 国際親善試合         |
| 35. | 1996年02月19日 | 香港           |                                    | ポーランド       | ○5-0        | 加茂周                       | カールスバーグカップ |

### 得点数
| # | 年月日        | 開催地                     | 対戦国         | スコア | 結果 | 試合概要     |
| - | ------------- | -------------------------- | -------------- | ------ | ---- | ------------ |
| 1 | 1996年2月10日 | オーストラリア、ウロンゴン | オーストラリア | 4-1    | 勝利 | 国際親善試合 |

## 指導歴
- 2004年 - 2007年 サンフレッチェ広島強化部育成コーチ
- 2005年 - 2007年 U-19/U-20日本代表 コーチ
- 2007年9月 - 2009年  サンフレッチェ広島コーチ
- 2010年 - 2011年 アルビレックス新潟 ヘッドコーチ
- 2012年 - 2017年7月 サンフレッチェ広島 監督
- 2017年10月 - 2021年12月 オリンピック日本代表 監督
- 2018年4月 - 7月 日本代表 コーチ
- 2018年7月 - 日本代表 監督

## 監督成績
| 年度 | 所属 | クラブ | リーグ戦 | リーグ戦 | リーグ戦 | リーグ戦 | リーグ戦 | リーグ戦 | カップ戦       | カップ戦     | ACL           | CWC |
| 年度 | 所属 | クラブ | 順位     | 試合     | 勝点     | 勝       | 分       | 敗       | ナビスコ杯     | 天皇杯       | ACL           | CWC |
| ---- | ---- | ------ | -------- | -------- | -------- | -------- | -------- | -------- | -------------- | ------------ | ------------- | --- |
| 2012 | J1   | 広島   | 優勝     | 34       | 64       | 19       | 7        | 8        | 予選リーグ敗退 | 2回戦敗退    | -             | 5位 |
| 2013 | J1   | 広島   | 優勝     | 34       | 63       | 19       | 6        | 9        | 準々決勝敗退   | 準優勝       | 1次リーグ敗退 | -   |
| 2014 | J1   | 広島   | 8位      | 34       | 50       | 13       | 10       | 11       | 準優勝         | 4回戦敗退    | ベスト16      | -   |
| 2015 | J1   | 広島   | 優勝     | 34       | 74       | 23       | 5        | 6        | 予選リーグ敗退 | 準決勝敗退   | -             | 3位 |
| 2016 | J1   | 広島   | 6位      | 34       | 55       | 16       | 7        | 11       | 準々決勝敗退   | 準々決勝敗退 | 1次リーグ敗退 | -   |
| 2017 | J1   | 広島   | 17位     | 17       | 10       | 2        | 4        | 11       | -              | -            | -             | -   |

## タイトル・表彰

### 選手時代

#### 代表
- AFCアジアカップ : 1回 (1992年)

### 監督時代

#### クラブ
サンフレッチェ広島
- J1リーグ : 3回 (2012年、2013年、2015年)
- FUJI XEROX SUPER CUP : 3回 (2013年、2014年、2016年)

#### 代表
- EAFF E-1サッカー選手権：2回（2022年、2025年）

#### 個人
- Jリーグ最優秀監督賞：3回（2012年、2013年、2015年）
- AFC年間最優秀監督賞：1回（2022年）

## 関連情報

### 著書

#### 単著
- 『プロサッカー監督の仕事 非カリスマ型マネジメントの極意』カンゼン、2014年12月15日。ISBN 978-4862552778。 NCID BB17814346。

#### 共著
- 森保一、西岡明彦『ぽいち 森保一自伝―雑草魂を胸に』フロムワン、2004年2月1日。ISBN 978-4757210158。 NCID BA67000226。 （新装版 青志社 2023年1月25日）
- 森保一、関孝伸『一流 はじめりゅう』ベースボールマガジン社、2012年12月1日。ISBN 978-4583105246。 NCID BB11777688。
- 堀江貴文、森保一、他『なぜ君たちは一流のサッカー人からビジネスを学ばないの?』ワニブックス、2016年11月30日。ISBN 978-4847095207。 NCID BB23485828。

### 関連書籍
- 中野和也『戦う、勝つ、生きる 4年で3度のJ制覇。サンフレッチェ広島、奇跡の真相』ソル・メディア、2016年2月26日。ISBN 978-4905349266。 NCID BB21318745。
- 『サッカー批評 79 「森保メソッド」最強の教科書』双葉社、2016年2月27日。ISBN 978-4575455960。
- 二宮清純『森保一の決める技法 サッカー日本代表監督の仕事論』幻冬舎〈幻冬舎新書 704〉、2023年9月27日。ISBN 978-4344987067。 NCID BD0405888X。

### 教育
- プロフェッショナル 仕事の流儀「ぶれない信念が、勝利をつかむ プロサッカー監督 森保一」（2016年8月26日、NHK総合）[94]
- NHKアカデミア「森保一 生きるヒントが、ここに。」（2023年4月5日、NHK Eテレ）[95]
- SWITCHインタビュー 達人達 「明石家さんま X 森保一」（2024年1月5日 /、Eテレ）[96]
- 徹子の部屋　森保一　(2024年1月18日、朝日テレビ)[97]

### CM
- 東亜ハウス(広島限定)、2012年 - 現在

### ドラマ
- 舞え!KAGURA姫（NHK BSプレミアム〈広島放送局制作〉）- ゲスト出演[98]